# 袖もぎさん
袖もぎさん（そでもぎさん）または袖もぎ様（そでもぎさま）は、主に中国・四国地方の民間信仰における路傍の神。その前で転んだときは、片袖をもぎとって手向けてこないと災いに遭うとされる。行路の安全を祈願するために片袖をちぎって袖の神に供える風習ともいう。実際にそうした神が路傍に祀られている例は少なく、坂、橋、樹木といった特定の場所にそのような習俗が伝えられていることが多い。

## 概要
岡山県では、川上郡備中町（現・高梁市）に袖切り地蔵と呼ばれる自然石があり、ここで転んだときにはちぎった袖を供えないと祟りに遭うという。岡山県勝田郡の袖もぎ地蔵は、転んだ者の袖をもぎ取るという。ある者がここを通ったとき、石臼が転がって来たので避けようとして転んだところ、袖がなくなっており、翌朝には地蔵の前に石臼などなかったため、狐の仕業などといわれたという。兵庫県佐用郡では薬師の辻堂で転ぶと、片袖をちぎらないと死ぬとまでいわれている。また兵庫県姫路市にも石棺に地蔵が彫られた袖もぎ地蔵があり、賽の神、境界の神としての性格を持つという意見もある。近くの姫路市別所町福井にも、弁慶と娘との恋物語にまつわる袖もぎ地蔵などの伝説がある。同様に兵庫県に伝わる話では、2人の娘が僧侶を巡って嫉妬したが、後にそれを恥じて剃髪して尼になり福泊の養泉寺に入寺し、後に池に身を投げ自殺し、その2人を埋めて祀ったのが袖もぎ地蔵という。どんな願いでも1つだけ叶えるといい、歯の痛みをとってくれるともいう。
また、樹木の名になったものもあり、土佐国一宮の仁王門の1町ほど西の路上の袖掛松は、その傍らで転倒すると着衣の片袖をもいでかけることからその名があるという。大和吉野郡白銀村大字西新子（現・五條市西吉野町西新子）の袖もぎ坂にも同様の言い伝えがある。
三河宝飯郡豊川町三明寺の後の坂を、袖きり坂といい、同じ言い伝えがあり、これを敢えてしないと3日の間に死ぬという。
土地によってはあらかじめ袖を用意して手向けるものもあって、そこには何か袖を求めるものが暗示され、これを袖神、袖とり神、袖もぎさんなどといい、一種の道の神と考えられる。徳島県ではこれを祀る祠があり、転倒しなくても、そこを通る際には袖を供えるという。供える物は必ずしも袖とは限らず、香川県三豊郡（現・三豊市）では袖モジキといって、旅人はこれに木の枝を折って手向けたという。

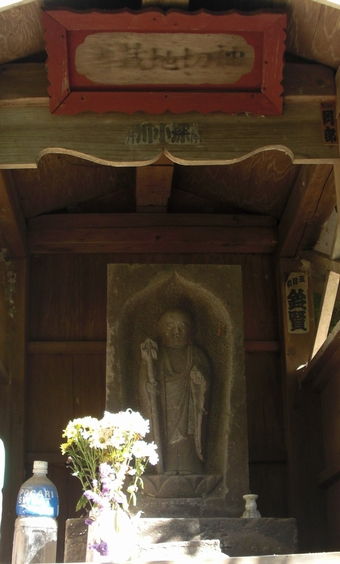
神奈川県二宮町の袖切り地蔵

東日本にも同様の信仰が見られ、千葉県成田市の旧成田街道には袖切坂という坂、静岡県浜松市都田町には袖切橋という橋があり、これらでも転んだときには災厄に遭わないよう、袖を切り捨てなければならないとされる。神奈川県二宮町の川勾神社入口にある袖切り地蔵は、かつて付近の道で子供が転んだ際、袖が切れても怪我がなくて良かったと、今後も怪我がないよう、切れた袖を供えたことが名の由来といわれる。
民俗学者・折口信夫によれば、日本の古代民俗において、行路山野に倒れた死人の屍はこれに行き触れた場合には祓をして過ぎた。死霊を畏れたのである。その方法は歌に依った一方で、着衣を脱いで屍を蔽ったとみられ、その風習が後に形式化して袖だけを手向ける様になり、その伝承が後には道の神の信仰とも結びついたとされる。
袖神または袖もぎさんは死霊の神格化で、坂または路でつまづき倒れることが、やがてその神の存在を判じる動機となったという。
死霊信仰とも繋がり、地獄の三途の川の奪衣婆に袖を渡し川を渡りやすくする意味合いで、死者の死衣の袖を切り取る風習が伝えられている地方もある。死人の魂を袖に入れると、その人は生き返ると伝えられている地方もある。